# イサベル・ディアス・アジュソ
イサベル・ナティビダ・ディアス・アジュソ（スペイン語: Isabel Natividad Díaz Ayuso : スペイン語発音: [isaˈβel ˈdi.aθ aˈʝuso]、1978年10月17日 - ）は、スペイン・マドリード出身の政治家。国民党 (PP) 所属。2019年8月19日からマドリード州首相を務めている。国民党マドリード州支部の報道副支部長とスポークスパーソンを務めている。

## 経歴

### 初期の経歴
1978年10月17日、ディアス・アジュソはマドリードのチャンベリ区に生まれた。両親は医薬品を扱う商売に従事していた。マドリード・コンプルテンセ大学ではジャーナリズムの学士号を取得し、政治コミュニケーションとプロトコルの修士号を取得した。2005年に国民党(PP)の党員となったが、この際の国民党の青年部長はパブロ・カサードだった。2011年7月15日にはエングラシア・イダルゴの辞任による欠員を埋めるために、選挙を経ずにマドリード州議会議員に就任した。2015年にはマドリード州議会議員選挙で再選された。

### マドリード州首相
2018年4月にはマドリード州首相のクリスティーナ・シフエンテスが辞任し、同年5月にはアンヘル・ガリードが後任の州首相に就任した。2019年4月2日にはマドリード州議会が解散し、州議会議員選挙の開催が発表された。4月28日には2019年4月スペイン議会総選挙が行われたが、その4日前の4月24日にはガリードが国民党を離党してシウダダノスに入党した。
2019年5月26日のマドリード州議会議員選挙ではディアス・アジュソが国民党の筆頭候補（州首相候補）となった。国民党は18議席減らして30議席となり、ライバルのスペイン社会労働党(PSOE)は37議席を獲得した。国民党は民主化後初めて第一党から転落したが、州首相指名投票では26議席のシウダダノスと12議席のVoxからも投票を得て、ディアス・アジュソが州首相に選出された。
2020年3月16日、2019新型コロナウイルスの検査で陽性だったことを明らかにした。